# Gao E
Gao E (n. 7 noiembrie 1962, Shenyang, Republica Populară Chineză) este o trăgătoare de tir ce a reprezentat Republica Populară Chineză, medaliată olimpică. A participat la 4 ediții ale Jocurilor Olimpice (1988, 1996, 2000, 2004) în care a câștigat două medalii de bronz.